# Baraka (Film)
Baraka ist ein experimenteller Dokumentarfilm aus dem Jahr 1992 von Ron Fricke. Das Wort „Baraka“ im Titel weist auf die islamische „Segenskraft“ hin. Fricke hatte zuvor als Kameramann bei dem Film Koyaanisqatsi, zu dem Parallelen bestehen, mitgewirkt.

## Inhalt
Baraka hat keinen Plot, keinen Handlungsstrang, keinen Hauptdarsteller, weder Dialoge noch eine Erzählstimme. Der Film ist eine kaleidoskopartige, globale Zusammenstellung sowohl von Naturschauspielen als auch vom Schicksal, Leben und Treiben des Menschen auf seinem Heimatplaneten Erde. Er zeigt Abläufe aus Kultur und Technik, befasst sich wie Koyaanisqatsi gleichfalls mit der Darstellung von Landschaften, religiösen Stätten und Zeremonien sowie pulsierenden Städten, die im Zeitraffer aufgenommen wurden, um beispielsweise den Verlauf der alltäglichen Menschenströme sichtbar zu machen.
Zwanzig Filmkapitel verteilen sich auf drei Hauptabschnitte A1-A3:
- A1: Kap. 01-07: Die vom Menschen unberührte Natur – Naturvölker mit ihren Ritualen als Bestandteil der Natur in diese eingebunden.

- Kap. 01 – Schnee und Eis
- Kap. 02 – Tempel
- Kap. 03 – Licht und Schatten
- Kap. 04 – Der Vulkan
- Kap. 05 – Die Galápagos-Inseln
- Kap. 06 – Die Iguazú-Wasserfälle
- Kap. 07 – Afrika

- A2: Kap. 08-15: Einbruch der Technik in die Natur – Entwurzelter Umgang des Menschen mit der Natur und mit Seinesgleichen – Krieg und Konzentrationslager.

- Kap. 08 – Zigaretten
- Kap. 09 – Im Badehaus
- Kap. 10 – Verkehrschaos
- Kap. 11 – Massenproduktion
- Kap. 12 – Wahnsinn
- Kap. 13 – Flugzeugfriedhof
- Kap. 14 – Schatten der Vergangenheit
- Kap. 15 – Armee aus Stein

- A3: Kap. 16-20: Alte, noch lebendige Kulturen – Steinerne Zeugen vergangener Hochkulturen – Vergänglichkeit und Bleibendes aller menschlichen Anstrengungen.

- Kap. 16 – Das Leben am Ganges
- Kap. 17 – Wolkenmeer
- Kap. 18 – Die Kaaba
- Kap. 19 – Sternenhimmel
- Kap. 20 – Abspann

Zivilisatorische Brüche und Analogien werden durch prägnante Filmschnitte als auch durch vorbereitende Musik- und Tonüberleitungen verdeutlicht. Der Film weist zudem einige Kamerafahrten auf, die dies verdeutlichen, zum Beispiel durch die ehemaligen Konzentrationslager in Auschwitz (Polen) und Tuol Sleng (Kambodscha).
Zusätzlich zu Vergleichen zwischen natürlichen und technischen Phänomenen wie in Koyaanisqatsi sucht Baraka nach einer universell-kulturellen Perspektive. So erscheinen etwa die Tätowierungen auf dem Rücken eines Japaners ebenso wie die Körperbemalung der australischen Aborigines.

## Technisches und Filmmusik
Der Film wurde im Format 70 mm Todd-AO in folgenden 24 Ländern gedreht: Ägypten, Argentinien, Australien, Brasilien, China, Ecuador, Frankreich, Hongkong, Indien, Indonesien, Iran, Israel, Japan, Kambodscha, Kenia, Kuwait, Nepal, Polen, Saudi-Arabien, Tansania, Thailand, Türkei, USA und Vatikanstadt.
Die Filmmusik von Michael Stearns und der australischen Band Dead Can Dance unterscheidet sich deutlich von Philip Glass’ minimalistischem Soundtrack zu Koyaanisqatsi. Ein anderer Teil der Musik stammt von der Rockgruppe Brother.
Baraka wurde im Jahr 2008 durch ein aufwändiges Verfahren als weltweit erste HD-Abtastung in 8K mit DTS-HD 96/24 Master Audio Surround Sound vom 70 mm Format auf Blu-ray Disc digitalisiert und veröffentlicht.
2019 veröffentlichte der experimentelle Organist Mathias Rehfeldt ein Album, welches durch die Bilder des Filmes inspiriert wurde und sich an der Filmhandlung orientiert.

## Fortsetzung
Die beiden Filmemacher drehten unter dem Titel Samsara eine Fortsetzung, die auf dem Toronto International Film Festival 2011 Premiere feierte und international im August 2012 veröffentlicht wurde. Der Film wurde ebenso auf 70 mm gedreht, verfolgt aber düsterere Themen als Baraka.